# Urmari járás
Az Urmari járás (oroszul Урмарский район, csuvas nyelven Вăрмар районĕ) Oroszország egyik járása Csuvasföldön. Székhelye Urmari.

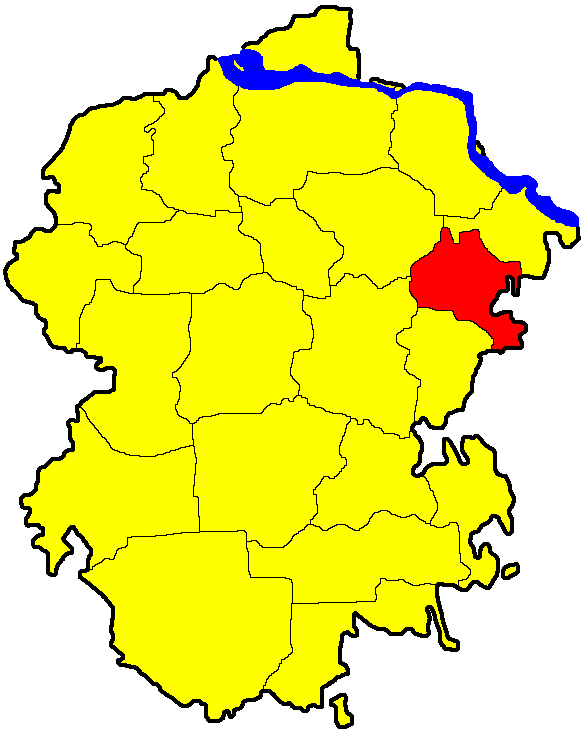
Az Urmari járás Csuvasföldön

## Népesség
- 1989-ben 29 868 lakosa volt.
- 2002-ben 28 189 lakosa volt, melynek 97%-a csuvas.
- 2010-ben 25 189 lakosa volt.